# Běloruská pomocná policie
Běloruská pomocná policie (německy Weißruthenische Hilfspolizei, bělorusky Беларуска дапаможная паліцыя парадку) byly útvary pořádkové policie v okupovaném Bělorusku plnící v letech 1941–1944 jak policejní, tak vojenské úkoly v bojích proti sovětským partyzánům.

## Vznik

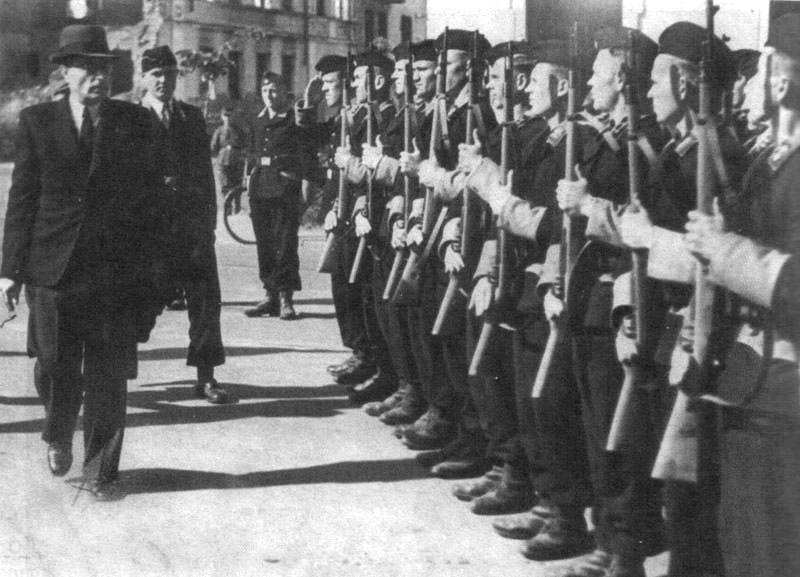
Radoslav Kazimírovič Ostrovskij provádí inspekci jednotek Běloruské pomocné policie, mezi roky 1942–1943

Běloruská pomocná policie vznikla krátce po napadení SSSR a obsazení Běloruska německými silami. První policejní jednotky byly formovány na základě iniciativy představitelů wehrmachtu. S příchodem německé civilní správy byl zřízen Říšský komisariát Ostland a z Běloruska byl zřízen Generální obvod Bělorusko. Prosazování nařízení a udržení pořádku podle představ německé správy si vyžádalo zřízení policejních sil jako součást místních úřadů.
V okupovaném Bělorusku neexistovala fungující policie, kterou by německá okupační moc mohla využívat. Bývalí příslušníci sovětské milice (policie) byli považováni za "přisluhovače bolševismu", a proto musela být policie stavěna od začátku včetně náboru nových lidí. Pomocní policisté dostali bílou pásku na rukáv s nápisem policie v azbuce.
V zimě a na jaře 1942 se Němci snažili co nejdříve uvést všechny stejnokroje na stejnou úroveň, a proto policistům začaly být vydávány nové soupravy odvozené od černých uniforem Allgemeine SS. Na venkově však většina policistů ještě na podzim 1942 nadále chodila v civilu pouze s nárukávními znaky, které také označovaly pět hodností.

Vyzbrojeni byli zpočátku obušky, později kořistními puškami a pistolemi sovětského původu. Běloruská pomocná policie byla organizována jako malé jednotky podřízené německému policejnímu velení, které byly obvykle tvořeny jako smíšené, tj. složené z německých a běloruských policistů. Místní samospráva pro jednotky policie zajišťovala čistě administrativní podporu, zejména zajišťovala vyplácení mezd a přenos rozkazů německé správy. Síly policie byly tvořeny podle poměru průměrně 1 policista na 100 obyvatel venkova a 1 policista na 300 obyvatel města. Typicky se počet jednotlivých policistů ve služebnách pohyboval od 3 do 15 osob na venkovských odděleních a od 40 do 50 osob v malých městech a krajských centrech.
Na území dříve patřící Polsku, které bylo součástí německého Generálního obvodu Bělorusko, většinu policistů tvořili Poláci.

## Policejní práce
Mezi úkoly pomocné policie byl výkon strážní služby, udržování veřejného pořádku, předcházení a stíhání trestných činů, pátrání po hledaných osobách, ostraha důležitých objektů, ostraha zajateckých táborů, zpravodajská služba, kontrarozvědná činnost a maření akcí namířených proti německé okupační správě. Dalším úkolem bylo vymáhání a výběr daní včetně pracovních povinností.
V roce 1942 byl vytvořen zvláštní prapor Běloruské železniční stráže (německy Bahnschutz Bataillon) pro ochranu železničních tratí před partyzány. Dále uvedený citát charakterizuje způsob útoků partyzánů na vlaky:
| „                                                                 | Nedaleko západní hranice skupiny armád Střed narazil služební vlak na trati Minsk-Polock na minu. Po výbuchu bandité vyzbrojení těžkými zbraněmi začali na vlak střílet. Během bitvy byli zabiti příslušnici Běloruské železniční stráže a několik vysoce postavených železničních úředníků bylo vážně zraněno. Případů nájezdů na železnice během dne přibývá. Bandité zabíjejí železniční stráže. Zvláště velké množství výbuchů se vyskytuje na těch úsecích železnic, které jsou našimi hlavními dopravními a zásobovacími trasami. | “ |
| — Zpráva z kanceláře velitele dopravy v Minsku, 17. listopad 1942 | |   |

Součástí struktury Běloruské pomocné policie byla také strážní služba, která zahrnovala stálé a mobilní stanoviště a služební týmy. Byla podřízena vedení bezpečnostní policie SD. Velitelem běloruské policie v městské části a velitelem poddůstojnických kurzů běloruské policie se stal bývalý důstojník polské armády kapitán Franz Vincentovič Kušal (bělorusky Франц (Францішак) Вінцэнтавіч Кушаль).

## Boj s partyzány

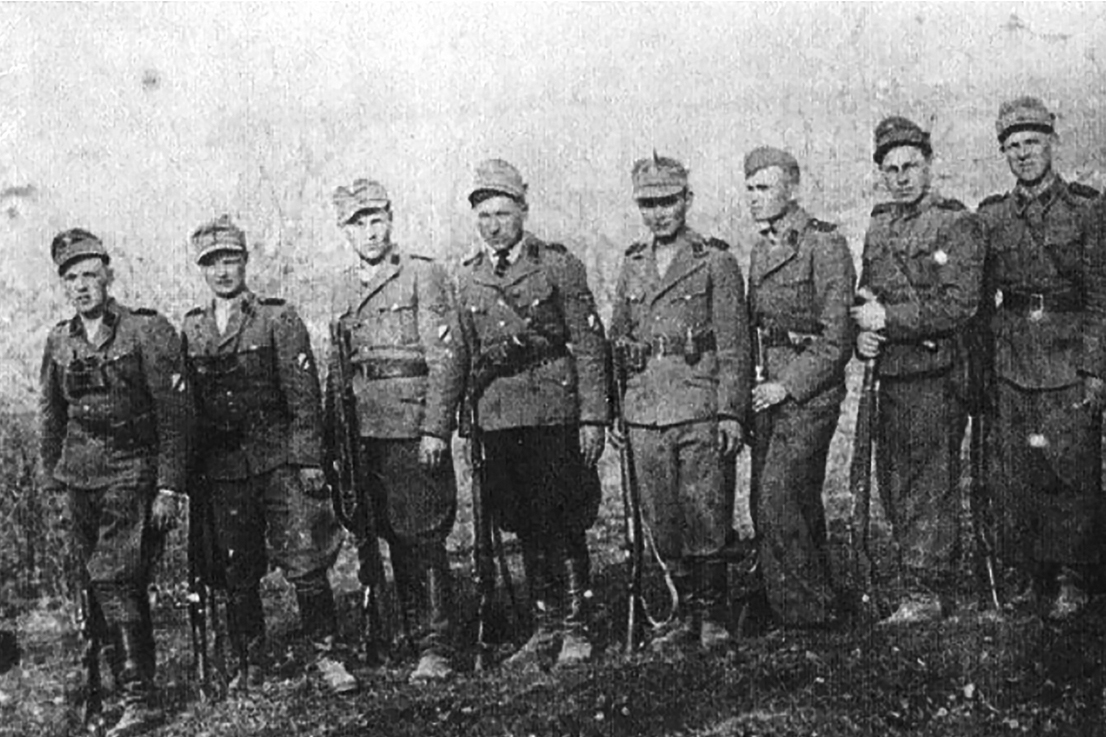
Četa 13. běloruského policejního praporu SD, mezi lety 1943–1944

Specifické podmínky v okupovaném Bělorusku spojené s partyzánským hnutím si vyžádalo, aby pomocná policie plnila také vojenské úkoly v bojích se sovětskými partyzány. Proto začalo v létě 1942 formování běloruských zvláštních praporů tzv. Schuma (německy Schutzmannschafts Bataillon). Odhaduje se, že německá správa zorganizovala 12 praporů po 350–450 mužích, ale přesný počet praporů není spolehlivě znám.
Na území okupovaného Běloruska k 5. září 1942 působilo 305 partyzánských oddílů v počtu 32 939 partyzánů a 8 237 skrytých rezervistů, kterým byly zadány následující úkoly: ničení týlu nepřítele, jeho velitelství a dalších vojenských institucí, železnic a mostů, žhářství a bombové útoky na skladiště a kasárny, zabíjení nepřátelského administrativního a vojenského personálu, zajetí nebo zabití představitelů německých úřadů.
V období od začátku války v roce 1941 do konce r. 1942 vykolejili partyzáni 476 vlaků, napadli 247 vojenských a policejních posádek, velitelských úřadů a služeben, vyhodili do povětří desítky železničních a dálničních mostů, přeřízli a zničili 279 km telefonního a telegrafního vedení, ukořistili 14 vozidel, 8 děl, 195 těžkých a lehkých kulometů, 2 659 pušek, 199 pistolí, 442 tisíc nábojů, 1 256 granátů, 585 koní a 94 povozů.
Ochranné oddíly (německy Schutzmannschaften) zformované z Běloruské pomocné policie se zúčastňovaly protipartyzánských akcí a jejich metody byly brutální. Příslušníci těchto oddílů se dopouštěli vypalování vesnic, mučení, zabíjení civilistů včetně žen a dětí. Veliteli těchto oddílů byli obvykle Němci a velícím jazykem byla němčina. Místní policie i prapory Schuma se podílely na pronásledování a vyhlazování židovského obyvatelstva v Bělorusku, dále také na různých represivních operacích proti partyzánům a jejich podporovatelům. Jednotky Běloruské pomocné policie byly také zapojeny do operace Svátky jara a podílely se také na dozorčí službě v koncentračních táborech. Části těchto jednotek také spadaly pod přímé velení skupiny armád Střed.

Samostatnou jednotkou byl 13. běloruský policejní prapor SD v německých stejnokrojích a německou výzbrojí, který fungoval jako stíhací oddíly (německy Jagdkommandos), jehož úkolem bylo obecně likvidovat partyzány, dále vytvářet falešné partyzánské oddíly, vyhledávat a ničit partyzánské základny, zjišťovat síť podporovatelů partyzánů a zjišťovat trasy pohybu partyzánských oddílů. Přestože se běloruští kolaboranti pokoušeli představovat tento útvar jako výraz běloruské vůle a národa, neměli na její činnost větší vliv. Příslušníci praporu se podíleli také na likvidaci ghett a pacifikaci vesnic podezřelých ze spolupráce s odbojem. Charakter akcí nejlépe ukazuje níže uvedený citát: 
| „                                              | Akce musí neutralizovat všechny složky populace, které ochotně podporovaly bandity poskytnutím lidí, jídla, zbraní, či přístřeší. | “ |
| — Rozkaz říšského velitele SS, 25. června 1942 | |   |

## Zánik
Po porážkách na východní frontě v roce 1943 začala pomocná policie trpět dezercemi svých příslušníků. Aby to bylo omezeno, Němci zavedli trest zabití rodiny dezertérů a angažovali místní kolaboranty na agitační práci v policii. V srpnu 1943 se Franz Kušal stal hlavním koordinátorem všech oddílů Běloruské pomocné policie. Zavedl kurzy vlastenecké výchovy pro rekruty a jako úřední jazyk prosadil běloruštinu. Operační velení však drželi v rukou Němci a většina velících důstojníků byla německé národnosti. Běloruská pomocná policie v roce 1943 dosáhla počtu cca 20 000 členů.
60., 64. a 65. Weiss-Schuma-Wach-Bataillon zformovaný v únoru 1944 byl v srpnu 1944 přiřazen k 30. granátnické divizi SS (2. ruská) a po jejím rozpuštění v listopadu – prosinci 1944 byli zařazeni do Ozbrojených sil KONR.
Po osvobození Běloruska byla příslušnost k Běloruské pomocné policii trestána sovětskou justicí tresty smrti, či dlouholetým vězněním.
Na konci války v lednu roku 1945 se 13. prapor Schuma nacházel na českém území. Němci některé jeho příslušníky podezřívali z navázání styku s českým odbojem, a proto provedli jejich zatčení. Byli vězněni v Pardubicích, kde je od trestu smrti zachránilo osvobození českými odbojáři v květnu 1945. Po válce byli členové běloruské emigrace na českém území zatýkáni příslušníky SMĚRŠ.

## Po válce
Příslušník 13. praporu Schuma Jan Filistovič byl v režii CIA v září 1951 vysazen v Bělorusku, aby pokračoval v boji proti bolševismu v rámci tajné podzemní běloruské armády Černá kočka. Na začátku září 1952 došlo k zatčení jím vytvořené odbojové skupiny orgány Ministerstva státní bezpečnosti.